# Michael Werz

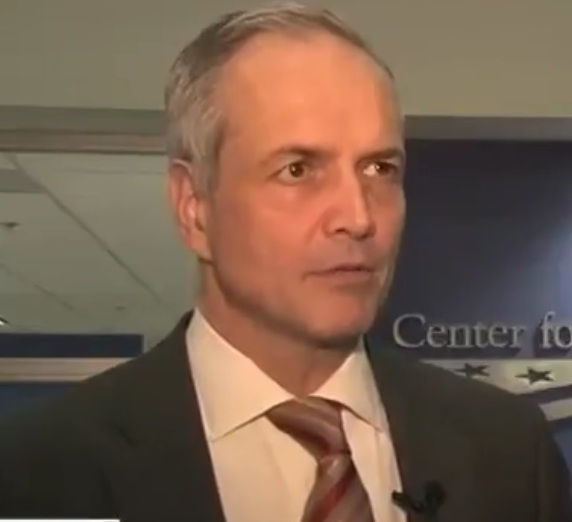
Michael Werz (2016)

Michael Werz (* 1964 in Neuss) ist ein deutscher Politikwissenschaftler. Er studierte Philosophie, Amerikanistik und Politikwissenschaft an der Johann Wolfgang Goethe-Universität Frankfurt am Main.
Werz promovierte an der University of California, Berkeley. Er war Professor an der Universität Hannover. Derzeit ist er Adjunct Professor am BMW Center for German and European Studies der Georgetown University, Washington, D.C., und Senior Transatlantic Fellow des German Marshall Fund. Seine Schwerpunkte sind die transatlantischen Beziehungen und die Außenpolitik. Er ist Mitglied der Atlantik-Brücke. 
Werz weist auf einen Zusammenhang zwischen Klimakrise und Sicherheitspolitik hin. Er sagte: „Man kann anhand [der Beispiele Nigeria und Niger] und anderer Beispiele zeigen, dass sich in instabilen Staaten und schwachen Regierungen bestehende Konflikte durch den Klimawandel weiter verschärfen und im Extremfall zu einem Zusammenbruch von Staatlichkeit beitragen können.“

## Schriften
- Bosnien und Europa: die Ethnisierung der Gesellschaft. 1994, ISBN 978-3-596-12554-8.
- Antisemitismus und Gesellschaft. 1995
- Grenzen der Säkularisierung. 2000
- Länderanalyse USA: das Ende des amerikanischen Jahrhunderts? 2009; online in Englisch: hier